# Liparis kussakini
Liparis kussakini är en fiskart som beskrevs av Pinchuk, 1976. Liparis kussakini ingår i släktet Liparis och familjen Liparidae. Inga underarter finns listade i Catalogue of Life.